# Welcome (goélette)
Pour les articles homonymes, voir Welcome.
Le Welcome est une goélette, construite de 1972 à 1975 dans le Massachusetts 
Basé à l'île de Hilton Head Sea Islands en Caroline du Sud il navigue en tant que voilier-charter.

## Histoire
En 1972, Art Snyder a commandé la construction de la goélette Welcome à la Concordia Company de Dartmouth, dans le Massachusetts. Sa construction fut achevée en 1975.
Il a été baptisé Welcome en l'honneur du navire qui amena William Penn en Amérique, en 1682, avec des ancêtres des familles Penn et Snyder.
Le Welcome a été conçu par l'architecte naval Nelson Zimmer. C'est une réplique d'un des anciens United States Revenue Cutter Service (bateaux des douanes américaines) d'après des dessins historiques.
Ces schooners furent construits à la demande de George Washington et Alexander Hamilton en 1795 pour amasser des droits de douane, seule source de revenu américain à l'époque. Très rapides, ils arrêtaient contrebandiers et pirates.